# Дьёрдь I Ракоци
Дьёрдь (Гео́ргий, Ю́рий) I Ра́коци (венг. I. Rákóczi György; 8 июня 1593, Серенч — 11 октября 1648, Дюлафехервар) — трансильванский князь из венгерского кальвинистского рода Ракоци (1630—1648). Сын князя Трансильвании Жигмонда (Сигизмунда) Ракоци (1607—1608).

## Биография
После смерти Габора Бетлена (1629) в 1630 году Георгий I Ракоци был назначен князем Трансильвании. В ответ на недружелюбие Габсбургов он предпринимал небольшие и несистематические военные вылазки в Венгрию. Но в 1643 году, заключив союз со Швецией и Францией против Австрии, Ракоци покорил почти всю Венгрию и стоял у ворот Пресбурга, однако поддался давлению Стамбула и согласился на перемирие.
Ракоци был поддержан населением (особенно крестьянством, поднявшимся на борьбу за национальное освобождение) на севере Венгерского королевства. Последовавший в 1645 году Линцский мир с императором Священной Римской империи и венгерским королём Фердинандом III Габсбургом, гарантировал в Венгрии свободу вероисповедания и возврат протестантам всех отнятых у них церквей. Сам Ракоци получил в пожизненное личное владение семь венгерских комитатов и другие обширные земли. Также он получил для себя и своих потомков титул имперского князя.
В Трансильвании Дьердь Ракоци поощрял развитие горного дела, ремёсел, торговли. Установил дружественные связи с Богданом Хмельницким. Наследником на престоле Трансильвании стал его сын, Дьёрдь II Ракоци, избранный князем в 1648 году.